# Xenia Stad-de Jong
Xenia Stad-de Jong (Países Bajos, 4 de marzo de 1922-3 de abril de 2012) fue una atleta neerlandesa, especialista en la prueba de 4 x 100 m en la que llegó a ser campeona olímpica en 1948.

## Carrera deportiva
En los JJ. OO. de Londres 1948 ganó la medalla de oro en los relevos 4 x 100 metros, con un tiempo de 47.5 segundos, llegando a meta por delante de Australia y Canadá, siendo sus compañeras de equipo: Netty Witziers-Timmer, Gerda van der Kade-Koudijs y Fanny Blankers-Koen.